# Jerónimo Giménez y Bellido

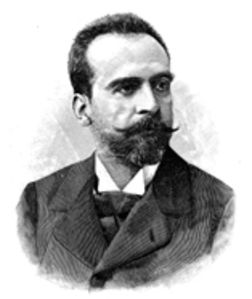
Jerónimo Giménez y Bellido

Jerónimo (Geronimo) Giménez y Bellido (ook: Jerónimo Jiménez y Bellido) (Sevilla, 10 oktober, 1854 – Madrid, 19 februari, 1923) was een Spaans componist en dirigent.

## Levensloop
De eerste muziekles kreeg hij van zijn vader. Daarna studeerde hij in Cádiz bij Salvador Viniegra. Op 12-jarige leeftijd werd hij 1e violist in het orkest van het Teatro Principal.
Vijf jaren later was hij dirigent bij uitvoeringen van opera's en zarzuelas. Met een studiebeurs studeerde hij nog aan het Conservatoire national supérieur de musique te Parijs bij Delphin Alard. Hij behaalde 1e prijzen in harmonie en contrapunt. Hij werd uitgenodigd naar Italië, waar hij een grote concertreis door het hele land maakte.
Daarna ging hij na Spanje terug en werd in 1885 dirigent aan het Teatro Apolo en later aan het Teatro de la Zarzuela alsook aan het Teatro Lírico. Naast een groot aantal zarzuela's componeerde hij ook symfonische werken en kamermuziek. Meerdere van deze werken werden opgevoerd in de Unión Musical Espagñola en de Sociedad de Conciertos, die hij ook beide dirigeerde.
In de laatste jaren had hij financiële problemen en was erg ziek. Een beroep aan het Madridse Real Conservatorio Superior de Música de Madrid in het professionale bestuur heeft hij niet aangenomen.

## Composities

### Werken voor orkest
- Preludio el "Los Borrachos"

### Werken voor harmonieorkest
- Fantasía de "La tempranica"
- Indermedio de "Al Baile de Luis Alonso"
- Indermedio de "La Boda de Luis Alonso"[1]
- Preludio de "La torre del oro"

### Toneelwerken
- 1878 Las niñas desenvueltas, zarzuela, 1 acte - libretto: Enrique Arango y Alarcón (in samenwerking met: Ruperto Chapi y Lorente
- 1885 El vermouth de Nicomedes, zarzuela, 1 acte - libretto: Vicente García Valero
- 1886 A mata caballo, zarzuela, 1 acte - libretto: Vicente García Valero
- 1887 Caballeros en plaza, pasillo cómico-lírico, 1 acte - libretto: Fiacro Yrayzoz
- 1887 ¡Ya soy propietario!, zarzuela, 1 acte - libretto: Eduardo Navarro Gonzalvo
- 1887 El esclavo, zarzuela, 1 acte - libretto: Enrique Prieto/Joaquín Barberá
- 1888 Escuela modelo, zarzuela
- 1889 La tiple, zarzuela
- 1890 Tannhauser el estanquero, zarzuela, 1 acte - libretto: Eduardo Navarro Gonzalvo
- 1890 La república de Chamba, zarzuela, 1 acte - libretto: Sinesio Delgado
- 1890 Tannhauser cesante, zarzuela, 1 acte - libretto: Eduardo Navarro Gonzalvo
- 1890 Trafalgar, zarzuela, 2 actes - libretto: Javier de Burgos
- 1891 ¡Pero cómo está Madrid!, zarzuela
- 1892 La cencerrada, zarzuela, 1 acte - libretto: Guillermo Perrín en Miguel de Palacios
- 1892 El hijo de su excelencia, zarzuela, 1 acte - libretto: L. Larra, M. Gullón
- 1892 La madre del cordero, zarzuela, 1 acte - libretto: Fiacro Yrayzoz
- 1892 El ventorrillo del Chato, zarzuela
- 1893 Candidita, zarzuela, 1 acte - libretto: Javier de Burgos
- 1893 La mujer del molinero, zarzuela, 1 acte - libretto: Fiacro Yrayzoz
- 1893 Los voluntarios, zarzuela, 1 acte - libretto: Fiacro Yrayzoz
- 1894 Viento en popa, zarzuela, 1 acte - libretto: Fiacro Yrayzoz
- 1895 La sobrina del sacristán, zarzuela
- 1895 De vuelta del vivero, madrileña, 1 acte - libretto: Fiacro Yrayzoz
- 1896 Las mujeres, sainete lírico - libretto: Javier de Burgos
- 1896 El mundo comedia es, o El baile de Luis Alonso, zarzuela, 1 acte - libretto: Javier de Burgos
- 1897 Aquí va a haber algo gordo, o La casa de los escándalos, sainete lírico - libretto: Ricardo de la Vega
- 1897 La boda de Luis Alonso, o La noche del encierro, zarzuela, 1 acte - libretto: Javier de Burgos naar Manuel López-Quiroga y Miquel
- 1897 La guardia amarilla, zarzuela, 1 acte - libretto: Carlos Arniches/Celso Lucio
- 1899 Amor engendra desdichas, o El guapo y el feo y verduleras honradas, zarzuela - libretto: Ricardo de la Vega
- 1899 Los borrachos, zarzuela, 1 acte - libretto: Serafín Alvarez Quintero en Joaquín Álvarez Quintero
- 1899 La familia de Sicur, sainete lírico, 1 acte - libretto: Javier de Burgos
- 1900 La noche de La tempestad, zarzuela, 1 acte - libretto: Fiacro Yrayzoz
- 1900 Joshé Martín, el tamborilero, zarzuela, 1 acte - libretto: Fiacro Yrayzoz
- 1900 La tempranica, zarzuela, 1 acte - libretto: Julián Romea
- 1901 El barbero de Sevilla,  zarzuela, 1 acte - libretto: Guillermo Perrín/Miguel de Palacios (in samenwerking met: Manuel Nieto (1844-1915))
- 1901 Correo interior,zarzuela - (in samenwerking met: Manuel Nieto en Guillermo Cereceda (1844-1919))
- 1901 Enseñanza libre, apropósito-cómico, 1 acte - libretto: Guillermo Perrín/Miguel de Palacios
- 1901 Los timplaos, zarzuela, 1 acte - libretto: E. Blasco, Carlos Fernández Shaw
- 1902 Maria del Pilar,  zarzuela, 3 actes - libretto: Francisco Flores/Gabriel Briones
- 1902 El morrongo, zarzuela
- 1902 La torre del oro, zarzuela, 1 acte - libretto: Guillermo Perrín/Miguel de Palacios
- 1903 La camarona, zarzuela, 1 acte - libretto: Guillermo Perrín/Miguel de Palacios
- 1903 El general, zarzuela,  1 acte - libretto: Guillermo Perrín/Miguel de Palacios
- 1903 La morenita, zarzuela, 1 acte - libretto: Guillermo Perrín/Miguel de Palacios
- 1903 La visión de Fray Martín, zarzuela
- 1904 Cuadros al fresco, zarzuela
- 1904 El húsar de la guardia, zarzuela, 1 acte - libretto: Guillermo Perrín/Miguel de Palacios (in samenwerking met: Amadeo Vives (1871-1932))
- 1904 Los pícaros celas, sainete lírico, 1 acte - libretto: Carlos Arniches/Carlos Fernández Shaw
- 1904 La sequía, zarzuela
- 1905 El amigo del alma, humorada lírica, 1 acte - libretto: J. Torres en C. Cruselles (in samenwerking met: Amadeo Vives)
- 1905 El arte de ser bonita, pasatiempo lírico - libretto: I. Paso en J. Prieto) (in samenwerking met: Amadeo Vives)
- 1905 Cascabel, zarzuela
- 1905 Las granadinas, zarzuela  (in samenwerking met: Amadeo Vives)
- 1905 Los guapos, zarzuela
- 1905 ¡Libertad!, zarzuela, 3 actes - libretto: Guillermo Perrín/Miguel de Palacios (in samenwerking met: Amadeo Vives)
- 1906 El diablo verde, zarzuela  (in samenwerking met: Amadeo Vives)
- 1906 La gatita blanca, humorada lírica, 1 acte - libretto: José Jackson Veyán/Jacinto Capella (in samenwerking met: Amadeo Vives)
- 1906 El golpe de estado, operette, 1 acte - libretto: Atanasio Melantuche/Santiago Oria (in samenwerking met: Amadeo Vives)
- 1906 El guante amarillo, zarzuela, 1 acte - libretto: José Jackson Veyán/Jacinto Capella (in samenwerking met: Amadeo Vives)
- 1906 La Machaquito, zarzuela, 1 acte - libretto: Larra en Jacinto Capella (in samenwerking met: Amadeo Vives)
- 1906 La marcha real, zarzuela  - (in samenwerking met: Amadeo Vives)
- 1906 La venta de la alegría, zarzuela
- 1907 La antorcha del himeneo, zarzuela
- 1907 Cinematógrafo nacional, revista cómico-lírica, 1 acte - libretto: Guillermo Perrín/Miguel de Palacios
- 1907 El príncipe real, zarzuela
- 1908 A.B.C., fantasía cómico-lírica de gran espectáculo, 1 acte - libretto: Guillermo Perrín/Miguel de Palacios
- 1908 La dos rivales, zarzuela
- 1908 La eterna revista, zarzuela, 1 acte - libretto: Ramón Asensio Mas/Jacinto Capella (samen met: Ruperto Chapí y Lorente)
- 1908 El grito de independencia, zarzuela
- 1908 La leyenda mora, zarzuela
- 1908 El trust de las mujeres, zarzuela
- 1909 Las mil y pico de noches, zarzuela, 1 acte - libretto: Guillermo Perrín/Miguel de Palacios
- 1909 El patinillo, zarzuela, 1 acte - libretto: Serafín Alvarez Quintero en Joaquín Alvarez Quintero
- 1909 Pepe el liberal, sainete lírico, 1 acte - libretto: Guillermo Perrín/Miguel de Palacios
- 1911 Los juglares, poema escénico, 2 actes - libretto: Carlos Fernández Shaw en Ramón Asensio Mas
- 1911 Lirio entre espinas, zarzuela
- 1911 La suerte de Isabelita, zarzuela, 1 acte - libretto: M. Sierra (in samenwerking met: Calleja
- 1911 Los viajes de Gulliver, zarzuela, 3 actes - libretto: Antonio Paso/Joaquín Abati (samen met: Amando Vives
- 1912 Los ángeles mandan, zarzuela
- 1912 El coche del diablo, zarzuela
- 1912 El cuento del dragón, zarzuela, 1 acte - libretto: Juan Pont/Luis Linares Becerra
- 1912 Las hijas de Venus, zarzuela
- 1912 Los hombres que son hombres, sainete, 2 actes - libretto: J. Moyrón
- 1913 Ovación y oreja, zarzuela
- 1913 El príncipe Pío, zarzuela
- 1914 El gran simulacro, zarzuela
- 1914 Malagueñas, zarzuela, 1 acte - libretto: Gonzalo Cantó/Rafael Santa Ana
- 1914 El ojo de gallo, zarzuela
- 1915 Las castañuelas, zarzuela, 1 acte - libretto: Guillermo Perrín/Miguel de Palacios
- 1915 Cine fantomas, zarzuela
- 1915 La pandereta, zarzuela
- 1915 La última, operette
- 1915 Ysidrin, o Las cuarenta y nueve provincias, zarzuela
- 1916 La embajadora, zarzuela, 3 actes - libretto: Antonio Fernández Lepina/Ricardo Gonzáles de Toro
- 1916 La Eva ideal, zarzuela
- 1916 La guitarra del amor, zarzuela  (samen met: Tomás Bretón Hernández
- 1917 La costilla de Adán, fantasia cómico-lírica, 1 acte - libretto: Julián Moyron/Ricardo Gonzáles de Toro
- 1917 Esta noche es nochebuena, zarzuela
- 1917 El Zorro, zarzuela
- 1918 Abejas y zánganos, humorada cómico-lírica, 1 acte - libretto: José Ramos Martín en Emilio Ferraz Revenga
- 1918 La bella persa, zarzuela
- 1918 Tras Tristán, zarzuela, 1 acte - libretto: José Ramos Martín
- 1919 La España de la alegría, zarzuela
- 1919 El gran Olavide, zarzuela
- 1919 Soleares, zarzuela, 1 acte - libretto: José Ramos Martín
- 1920 La cortesana de Omán, zarzuela
- Ardid de guerra, zarzuela
- El estudiante de maravillas, zarzuela
- Las figuras de cera, zarzuela
- Los húngaros, zarzuela
- Panorama nacional, zarzuela
- Peluquero de señoras, zarzuela
- La puerta del infierno, zarzuela
- Un viaje de los demonios, zarzuela

### Kamermuziek
- Tres cadencias para el concierto de Ludwig van Beethoven, voor viool

## Media
1. ↑  Indermedio de "La Boda de Luis Alonso" door "Banda de Música Agrupació musical Nueva Artistica de Anna" o.l.v. Germán Nogues Suey. Gearchiveerd op 14 mei 2022.

- Bibsys: 5100135
- Biblioteca Nacional de España: XX923718
- Bibliothèque nationale de France: cb13894483d (data)
- Catàleg d'autoritats de noms i títols de Catalunya: 981058516167906706
- CiNii: DA10695168
- Gemeinsame Normdatei: 132946564
- International Standard Name Identifier: 0000 0001 0916 0922
- Library of Congress Control Number: n79072719
- Nationale Bibliotheek van Letland: 000334705
- MusicBrainz: 0f4eb46a-e2f8-4145-980a-1f3e05dc91d0
- Nationale Bibliotheek van Tsjechië: jo2002157510
- Nederlandse Thesaurus van Auteursnamen: 09650546X
- Réseau des bibliothèques de Suisse occidentale: 02-A000072063
- SNAC: w63j3r83
- Système universitaire de documentation: 15968997X
- Virtual International Authority File: 74037646
- WorldCat: E39PBJxmJdHRgx3DVttc9MpF8C